# Pachydissus furvus
Pachydissus furvus es una especie de escarabajo longicornio del género Pachydissus, tribu Cerambycini, subfamilia Cerambycinae. Fue descrita científicamente por Fåhraeus en 1872.

## Descripción
Mide 13-20 milímetros de longitud.

## Distribución
Se distribuye por Angola, Malaui, República Democrática del Congo, República de Sudáfrica, Tanzania, Zambia y Zimbabue.